# Homecoming (album d'America)
Albums de America
America
(1971) Hat Trick
(1973)
Homecoming est le deuxième album studio du groupe folk rock America, publié en 1972. Il contient certains de leurs plus grands succès, dont Ventura Highway, Don't Cross the River et Only in Your Heart. La chanson Head and Heart est une reprise du chanteur britannique John Martyn. 

## Contenu
1. Ventura Highway (Dewey Bunnell) - 3:32
2. To Each His Own (Gerry Beckley) - 3:13
3. Don't Cross the River (Dan Peek) - 2:30
4. Moon Song (Bunnell) - 3:41
5. Only in Your Heart (Beckley) - 3:16
6. Till the Sun Comes Up Again (Beckley) - 2:12
7. Cornwall Blank (Bunnell) - 4:19
8. Head and Heart (John Martyn) - 3:49
9. California Revisited (Peek) - 3:03
10. Saturn Nights (Peek) - 3:31

## Personnel
- Dan Peek – guitares, claviers, chant
- Gerry Beckley – guitares, claviers, chant, basse sur "Till the Sun Comes Up Again" and "Head & Heart"
- Dewey Bunnell – guitares, chant, percussions sur "Head & Heart"
- Joe Osborn – basse
- Hal Blaine – batterie, percussions
- Gary Mallaber – batterie sur "Till the Sun Comes Up Again"